# Laura van der Heijden
Laura van der Heijden (n. 27 iunie 1992, în Amersfoort) este o handbalistă neerlandeză care joacă pentru clubul german Borussia Dortmund și pentru echipa națională a Țărilor de Jos. Handbalista evoluează pe postul de intermediar dreapta.
Van der Heijden a făcut parte din echipa națională a Țărilor de Jos care a terminat pe locul patru la Jocurile Olimpice din 2016 de la Rio de Janeiro, fiind învinsă în meciul pentru medalia de bronz de echipa Norvegiei, cu scorul de 36-26.

## Palmares

### Club
- Campionatul Olandei:
  - Câștigătoare: 2009

- Cupa Olandei:
  -  Câștigătoare: 2010

- Cupa Germaniei:
  -  Câștigătoare: 2012

- Liga Daneză de Handbal:
  - Câștigătoare: 2016
  - Finalistă: 2015

### Echipa națională
- Campionatul Mondial:
  -  Medalie de aur: 2019
  -  Medalie de argint: 2015
  -  Medalie de bronz: 2017

- Campionatul European:
  -  Medalie de argint: 2016
  -  Medalie de bronz: 2018

- Campionatul European pentru Junioare:
  -  Medalie de bronz: 2007